# Rane Willerslev
Rane Willerslev (født 5. juni 1971 i Gentofte) er dansk antropolog, der siden den 1. juli 2017 har været direktør for Nationalmuseet.
Rane Willerslev har en kandidatgrad i antropologi fra Aarhus Universitet og i Visual Anthropology fra University of Manchester (1998). Han har også en ph.d. fra University of Cambridge (2003). Fra 2008 var han chef for de Etnografiske Samlinger på Moesgaard Museum, og i 2010 blev han udnævnt til professor i antropologi ved Aarhus Universitet. Fra 2011 var han direktør for Kulturhistorisk Museum på Universitetet i Oslo, og fra 2013 har han ledet det arktiske forskningsfokus på Aarhus Universitets Faculty of Arts og koordineret den tværfaglige, arktiske forskning på Aarhus Universitets Arctic Research Centre, indtil han blev ansat som direktør for Nationalmuseet i 2017.
To gange i 2006 og 2010 er han blevet tildelt eliteforskerprisen ved Danmarks Frie Forskningsfond, og han har givet den prestigefyldte Malinowski Memorial Lecture på London School of Economics i 2010. I 2013 blev han tildelt et Jens Christian Skou Fellowship på Aarhus Institute of Advanced Studies, og i 2015 blev han udnævnt til æresprofessor ved Kulturhistorisk Museum i Oslo. I samme periode var han med til at hjemtage forsknings- og konserveringsprojektet ”Saving Oseberg” til Kulturhistorisk Museum på Universitetet i Oslo, støttet af den norske stat. I 2017 modtog han i regi af Nationalmuseet Carlsbergfondets Semper Ardens-bevilling til udarbejdelse af en monografi om menneskeofringer. I 2018 blev han nomineret til Politikens Ibyen Prisen, og i 2022 modtog han Landbrug & Fødevares kommunikationspris.

## Forskning
Rane Willerslev har i forbindelse med sin forskning deltaget i flere ekspeditioner blandt Sibiriens oprindelige folk (yukaghirerne og tjuktjerne). Han har også lavet feltarbejde hos Ik-befolkningen i det nordlige Uganda.
Hovedparten af hans forskning beskæftiger sig med grænsefladen mellem mennesker og dyr, herunder troen på, at alting i naturen har en sjæl (animisme). Hans videnskabelige publikationer dækker et bredt felt af klassiske og nyere antropologiske temaer, lige fra studier af ofringer og ritualer forbundet med døden, museumsstudier og grænsefladen mellem antropologi og arkæologi.
Han har været en aktiv formidler af sin forskning og deltager ofte i offentlige debatter, kulturhistoriske tv- og radioprogrammer samt podcasts. Han har tidligere været fast klummeskribent i Politikens videnskabelige sektion og har udgivet adskillige populære bøger, artikler, kronikker og debatindlæg samt organiseret flere internationale museumsudstillinger.
I 2021 blev han tildelt Ridderkorset for sin forskning.

## Forfatterskab og tv
Rane Willerslev er forfatter og medforfatter til flere bøger, artikler, bogkapitler og akademiske monografier. Han har også været medredaktør af Acta Borealia: Nordic Journal of Circumpolar Societies og bogserierne Ethnography, Theory, Experiment (Berghahn Books), Studies in Death, Materiality and Time og Culture, Environment and Adaptation in the North (begge ved Routledge).
I 2007 udgav Rane Willerslev Soul Hunters: Hunting, Animism and Personhood among the Siberian Yukaghirs, der beskriver Yukaghirernes animistiske verdenssyn og udfordrer den vestlige verdens syn på naturen. I 2012 blev On the Run in Siberia udgivet, der er Rane Willerslevs personlige beretning om hans tid i det østlige Sibirien og hans engagement i pelshandlen. I 2017 udkom bogen Tænk vildt - det er guddommeligt at fejle, hvor Rane Willerslev udfolder sin filosofi om kreativitet, viden og ledelse. I 2019 udkom opfølgeren Rygrad og rummelighed, hvor han kommer med sit bud på et moderne dannelsesbegreb baseret på nysgerrighed, risikovillighed og vovemod. I 2020 udkom bogen Ekspeditioner – fra tundraen til savannen, der er en erindringsbog i storformat med personlige fortællinger fra Rane Willerslevs mange ekspeditioner, uddrag fra dagbøger, interviews og hundredvis af fotos. I 2021 skrev Rane Willerslev i samarbejde med Tommy Heisz, Linda Corfitz Jensen og Nationalmuseets forskere det historiske opslagsværk Danmark før os - Historien fortalt gennem 50 genstande. I 2022 udkom bogen En historie om mennesket, hvor Rane Willerslev sammen med Nationalmuseets forskere fortæller menneskets fascinerende historie, og hvilke konsekvenser skiftet fra jægere og samlere til agerbrugere har haft for mennesket. I 2023 udgav han sammen med Frederik Lindhardt samtalebogen Efter Livet, hvor de sammen udforsker forskellige perspektiver på, hvad der sker efter døden. Derudover har han bl.a. også udgivet samtalebøger med Svend Brinkmann og Tor Nørretranders.
Rane Willerslev har også været med i flere tv-programmer, herunder bl.a. Vilde Eventyr med Vicky Knudsen (2024), Togtet (2023), Små øer – store historier med Christina Vorre (2020), Historien om mennesket (2020), En skat til Danmark (2020) og Ranes Museum (2017). Derudover er han også paneldeltager i News & co., ligesom han jævnligt deltager i podcasts om fx ledelse. I 2025 er han aktuel med podcasten ”Historien om alt” sammen med Simon Jul Jørgensen.

## Familie og fritid
Rane Willerslev er gift med Sophie Seebach og bor på Amager. Sammen har de sønnerne Vidar og Østen. Rane Willerslev har også døtrene Thyra og Gertrud.
Rane Willerslev har to søskende, tvillingebroderen Eske Willerslev (forsker) og lillesøsteren Anne Willerslev (læge). De er børn af Richard Willerslev og Lona Loell Willerslev.
I sin fritid går Rane Willerslev på jagt.